# Goravan
Goravan là một đô thị thuộc tỉnh Ararat, Armenia. Dân số ước tính năm 2011 là 2780 người.